# Соколівщина (заказник)
Соколі́вщина — лісовий заказник місцевого значення в Україні. Розташований у межах Ярмолинецького району Хмельницької області, між селом Соколівка та смт Ярмолинці. 
Площа 218 га. Статус надано 1998 року. Перебуває у віданні ДП «Ярмолинецький лісгосп» (Ярмолинецьке лісництво, кв. 42—45). 
Статус надано з метою збереження частини лісового масиву з переважно грабовими насадженнями. 